# Trạm Davis
Trạm Davis, thường được gọi là Davis, là một trong ba căn cứ cố định và tiền đồn nghiên cứu ở Nam Cực do Bộ phận Nam Cực Australia (AAD) quản lý. Davis nằm trên bờ biển Hợp tác biển tại Princess Elizabeth Land, Ingrid Christensen Coast thuộc lãnh thổ Nam Cực thuộc Úc, một lãnh thổ Úc tuyên bố chủ quyền. Davis nằm ở ốc đảo Nam Cực, một khu vực không có băng đá nổi bật nổi tiếng là Vestfold Hills.
Davis được đặt tên theo danh nghĩa thuyền trưởng John King Davis.
Davis được đưa vào Sổ đăng bộ Công trình Quốc gia vào ngày 26 tháng 10 năm 1999 và được đưa vào Danh sách Di sản Liên bang như một nơi chỉ định, do điều kiện của các tòa nhà và cấu trúc có trạng thái từ không còn tồn tại / phá hủy do tình trạng kém, đến điều kiện rất tốt.